# Victoria Maurette
Victoria Maurette (Argentina, 30 de julho de 1982) é uma atriz e cantora argentina.

## Biografia
Victoria Maurette nasceu em 30 de julho de 1982, em Buenos Aires, Argentina, para pais argentinos descendentes de franceses. Alguns meses depois, ela se mudou com a família para os Estados Unidos. Anos depois, eles se mudaram para o Equador primeiro e depois México. Finalmente, em 1994, eles se mudaram para a Argentina, onde Victoria se formou em Asociaciones Escuelas Lincoln; Logo depois ela começou sua carreira como artista. Enquanto na escola, Maurette era um membro do clube de teatro e cantou no coro.
Sua carreira começou em 2002, quando ela estrelou a telenovela Rebelde Way, onde desempenhou Vico Paz. Durante Erreway tours, ela cantou e dançou vocais e às vezes, ela cantou canções sozinha.
Em 2004, Maurette apareceu em novela No hay 2 sin 3, onde interpretou Caroline, e depois voltou-se para sua carreira no cinema. Em 2007, ela filmou seu primeiro filme em inglês, o thriller Bulletface, interpretando Dara Maren. Maurette foi então visto em dois filmes de horror,  Left for Dead (2007) e Dying God (2008).
Em 2006, encarnou Malena na novela Ricos y Mocosos. Em 2007, ela filmou o seu primeiro filme em Inglês, Bulettface, filmado nos Estados Unidos. Atualmente ela está trabalhando em dois filmes Dying God e Left for Dead. Neste último ela desempenha Ingrid, em Left for Dead ela faz Clementine Templeton. Ambos os filmes de terror. Participou da telenovela Casi Angeles como a vilã Leona Legrand. ganho o premio de melhor atriz no VIII festival Buenos Aires Rojo Sangre. Em 2008, volta as novelas no papel da vilã cômica, Cíntia em Don Juan y su bella dama. Em 2009, dublou a personagem Femme Fatale, em Kung Fu Joe. logo depois viveu Lena, no filme de comédia romântica, Los Angeles. Em 2010, pretende lançar seu 2.º CD.

## Telenovelas
- Don Juan y su bella dama (2008) - Cíntia d'Rivas
- Casi Angeles (2007) - Leona Cabajal
- No hay 2 sin 3 (2004/2005) - Caroline
- Rebelde Way (2002/2003) - Victoria "Vico" Paz

## Filmes
- Kung Fu Joe (2009) - Femme Fatale (dublagem)
- Los Angeles (2009) - Lena
- Dying God (2008) - Ingrid
- Left for Dead (2007) - Clementine Templeton
- Bulletface (2007) - Dara Marren
- Malarata (2006) - Fabianne

## Séries
- Jake & Blake (2009/2010) - Miranda

## Discografia

### Álbuns
- 2005: Paso a Paso
- 2010: por anunciar

#### Singles
- 2003: "No soy asi"
- 2005: "Si Solo Supieras"
- 2005: "Buenas Noches"
- 2005: "Sin Querer"
- 2006: "Anque"